# Yuhi Fujinami
Yuhi Fujinami –en japonés: 藤波勇飛, Fujinami Yuhi– (27 de mayo de 1993) es un deportista japonés que compite en lucha libre. Ganó una medalla de bronce en el Campeonato Mundial de Lucha de 2017, en la categoría de 70 kg.

## Palmarés internacional
| Campeonato Mundial | Campeonato Mundial | Campeonato Mundial | Campeonato Mundial |
| Año                | Lugar              | Medalla            | Categoría          |
| ------------------ | ------------------ | ------------------ | ------------------ |
| 2017               | París (Francia)    | Medalla de bronce  | 70 kg              |